# Athenódoros (biskup Byzantionu)
Athenódoros či Athenogenes (řecky: 'Aθηνόδωρος; † 148) byl biskup Byzantionu.
V Patriarchálních seznamech Nikefora I. a církevního historika Nikefor Kallista Xanthopoula je uváděn jako Athenódoros, v jiných zdrojích jako Athenogenes.
Během jeho biskupství vládl Byzantionu tyran Zeuxippus, za něhož došlo k výraznému nárůstu počtu křesťanů. Působil v Argyroupolisu a poté pravděpodobně založil biskupství v Elaionas. Zdejší nová katedrála se zalíbila císaři Konstantinu I. Velikému, který si přál být zde pohřben.
Zemřel roku 148.